# Тереховский район
Тереховский район (бел. Церахоўскі раён) — административно-территориальная единица в составе Белорусской ССР, существовавшая в 1927—1962 годах. Центр — деревня (с 1938 — городской посёлок) Тереховка.
Тереховский район был образован в 1927 году в составе Гомельского округа. В 1930 году, когда была упразднена окружная система, Тереховский район перешёл в прямое подчинение БССР. В январе 1938 года с введением областного деления включён в состав Гомельской области.
По данным на 1 января 1947 года район имел площадь 1,1 тыс. км². В его состав входили городской посёлок Тереховка и 18 сельсоветов: Борщевский, Васильевский, Глубоцкий, Гордуновский, Грабовский, Дубровский, Кравцовский, Круговец-Калининский, Кузьминичский, Ленинский, Марковичский, Носовичский, Песочно-Будский, Поддобрянский, Прокоповский, Терюхский, Усохо-Будский, Утевский.
В декабре 1962 года район был упразднён, а его территория передана в Добрушский район.

## Население
По данным переписи 1939 года, в районе проживало 52 936 человек: 49 341 белорус (93,2 %), 1717 русских, 880 евреев, 771 украинец и 227 представителей других национальностей.
По данным переписи 1959 года, в районе проживало 40 800 человек.